# Rajaluoto (ö vid Ruokolax sydspets)
Rajaluoto är en mycket liten ö i Finland. Den ligger i sjön Saimen och i helt i kommunen Ruokolax, men gränsen mot Villmanstrand har en knäform runt ön, så att ön utgör Ruokolax sydspets på land, även om vattengränsen går något sydligare. Ön ligger i landskapet Södra Karelen, i den södra delen av landet, 230 km nordost om huvudstaden Helsingfors. Öns area är 0,2 hektar och dess största längd är 70 meter i sydöst-nordvästlig riktning.